# Parafia św. Marka Ewangelisty w Poznaniu
Parafia pw. św. Marka Ewangelisty – parafia rzymskokatolicka znajdująca się w archidiecezji poznańskiej, w dekanacie Poznań-Rataje.. Erygowana w 1 maja 1992 roku. Siedziba parafii mieści się na osiedlu Czecha

## Zasięg parafii
- Poznań:
  - osiedle Czecha,
  - ulice: Franowo, Klenowska, Kłońska, Bolesława Krzywoustego (nr 67, 69, 71), Łosiowa, Łucznikowska, Szwedzka (nr 2, 4, 6, 6A, 8, 10, 10A), Ternicka, Wiatraczna (nr 5)[2]

## Proboszczowie
- ks. kan. Marian Klimek (1 maja 1992 – 30 czerwca 2019)
- ks. Artur Rembalski (1 lipca 2019 – 23 grudnia 2020)[3]
- ks. kan. dr Adam Sikora (od 20 stycznia 2021)[4]